# Vjetroelektrana Jasenice
Vjetroelektrana Jasenice je vjetroelektrana u općini Jasenice, pored zaseoka Bobija. Sastoji se od 2 dijela, oba imaju po 5 vjetroagregata tvrtke Enercon, koji su prilagođeni ekstremnim udarima bure prisutnima na tom području, dakle ukupno 10 vjetroagregata. Prvi dio, Jasenice I je otvoren 18. siječnja 2020., na Dan općine Jasenice. Drugi dio se još gradi. Snaga vjetroparka je 20 MW, oba dijela vjetroparka po 10 MW. a projekt je vrijedan 15 milijuna eura. Predviđena godišnja proizvodnja (Jasenice I) jest 22 GWh, što je dovoljno za 6000 kućanstava.
Nalazi se odmah pokraj bivše tvornice glinice u Obrovcu.